# Catch-35
『Catch-35』（キャッチ 35）は、2003年12月3日に発売された、加藤和彦のトリビュート・アルバムである。

## 解説
関西のインディーズ・レーベル、ギューン・カセット（GYUUNE CASSETTE）が加藤和彦のデビュー35周年を記念してリリースしたトリビュート・アルバム。同レーベルの所属アーティストが音源を持ち寄り、羅針盤の須原敬三がトータル・プロデュースを担当して制作された。岸野雄一、池永正二、DOODLES、山本精一などが参加している。

## アートワーク
アルバム・タイトルは加藤のアルバム『Catch-22』に因んだもので、カバーにもアルバム『それから先のことは…』のジャケットをモチーフにしたイラストが使われている。ライナー・ノーツは安田謙一が手がけ、CD帯には以下のキャッチコピーが記載された。

## 収録曲 / アーティスト
全作曲：加藤和彦（特記を除く）
曲名、時間表記は当該CDに基づく。
アーティスト名を太字で記載、原曲の典拠を付記。

### DISC 1
1. こころのシャンソン / The Men From World War Zero（岸野雄一、宮崎貴士、岡田裕二） – (3:22)
作詞：赤塚不二夫
1971年に赤塚不二夫作品のイメージ・アルバム用として制作された楽曲。1973年にカメカメ合唱団によるシングルが発売されている[1]。
2. 帰って来たヨッパライ / 山葉 – (5:18)
作詞：松山猛
ザ・フォーク・クルセダーズ（以下、フォークルと表記）のシングル曲。
3. 悲しくてやりきれない / Cotton with AKKKE! – (5:23)
作詞：サトウハチロー
フォークルのシングル曲。
4. アーサー博士の人力ヒコーキ / FIELD – (5:25)
作詞：松山猛
加藤のアルバム『スーパー・ガス』収録曲。
5. シトロンガール〜日本の幸福II / イマダケンイチ – (6:51)
作詞：松山猛、佐藤信
サディスティック・ミカ・バンド（以下、ミカ・バンドと表記）のアルバム『SADISTIC MIKA BAND』、加藤のアルバム『ぼくのそばにおいでよ』収録曲。
6. せっかちと / LSDマーチ – (4:25)
作詞：松山猛
アルバム『スーパー・ガス』収録曲。
7. 花の香りに / PONY – (4:41)
作詞：北山修
フォークルのシングル曲。
8. ネズミチュウチュウネコニャンニャン / 怖 – (3:48)
作詞：松山猛
アルバム『ぼくのそばにおいでよ』収録曲。
9. 絹のシャツを着た女 / APE25 – (4:24)
作詞：安井かずみ
加藤のアルバム『うたかたのオペラ』収録曲。
10. 児雷也冒険譚 / TEAPOTS – (7:56)
作詞：松山猛
アルバム『スーパー・ガス』収録曲。
11. 日本の幸福 / ぱぱぼっくす – (9:36)
作詞：佐藤信
アルバム『ぼくのそばにおいでよ』収録曲。

### DISC 2
1. サイクリング・ブギ / ブラン – (3:04)
作詞：つのだひろ
ミカ・バンドのシングル曲。
2. ゼニフェッショナル・ブルース / ヰタ・セクスアリス – (5:56)
作詞：松山猛
アルバム『ぼくのそばにおいでよ』収録曲。
3. もしも　もしも　もしも / 厚澤耕治 with ザ☆パイナップルーン – (4:39)
作詞：松山猛
アルバム『スーパー・ガス』収録曲。
4. 影絵小屋 / GUILTY CONNECTOR und TABATA – (5:30)
作詞：松山猛
アルバム『SADISTIC MIKA BAND』、収録曲。
5. さようなら / DOODLES – (4:18)
作詞：松山猛
ミカ・バンドのアルバム『黒船』収録曲。
6. あの素晴しい愛をもう一度 / 山本精一 – (8:38)
作詞：北山修
「北山修と加藤和彦」名義によるシングル曲。
7. 7DAYS AT LAST / 長谷川光平+シンフィールド – (6:37)
作詞：安井かずみ
再結成ミカ・バンドのアルバム『天晴』収録曲。
8. 卒業 / EMICRANIA – (3:14)
作詞：三浦徳子
沢田聖子への提供曲。
9. ドゥー・ユー・リメンバー・ミー / place called space – (4:38)
作詞：安井かずみ
岡崎友紀への提供曲。
10. イムジン河 / さん・たな・とその仲間たち – (5:24)
作詞：朴世永、訳詞：松山猛、作曲：高宗漢
フォークルのシングル曲。
11. レコーディングデータ / 天体 – (4:12)
このトラックは当該CDのパーソネルをアナウンスした内容である。

## クレジット
- Total Produced – Keizo Suhara
- Mastered at Studio You by Katsunori Owa
- Artworked by Rhye Kamijo
- Thanks to Fumihiro Taguchi, Atsushi Kaneko
- P&C 2003 GYUNNE CASSETTE / 美音堂
- Distributed by 美音堂

## 発売履歴
| 形態 | 発売日        | 品番       | レーベル                    | アートワーク | 解説     | リマスタリング | 備考     |
| ---- | ------------- | ---------- | --------------------------- | ------------ | -------- | -------------- | -------- |
| CD   | 2003年12月2日 | ENBN-004-5 | ギューン・カセット / 美音堂 | Rhye Kamijo  | 安田謙一 |                | 【初出】 |